# Akaroa
Akaroa is een stad op Banks-schiereiland in de regio Canterbury op het Zuidereiland van Nieuw-Zeeland. De stad is in 1840 gesticht door een kleine groep Franse kolonisten. De man die hier vooral verantwoordelijk voor was, was de walvisvaarder Jean François Langlois.

## Referentie
- The Reed Dictionary of New Zealand Place Names. Reed Books, Auckland (2002). ISBN 0-7900-0761-4.